# White Summer
«White Summer» es una canción del guitarrista inglés de rock Jimmy Page. La canción consta de una instrumental de guitarra, inicialmente grabada junto a The Yardbirds y después, con Led Zeppelin.

## Versión de The Yardbirds
La versión original de The Yardbirds fue grabada en su último álbum Little Games, mientras que la de Led Zepellin se incluyó en su colección Box Set. Una versión alternativa fue lanzada en Cumular Limit. Page interpretó White Summer en vivo con el grupo, y también apareció en el álbum Live Yardbirds: Featuring Jimmy Page - siendo este último una grabación de un concierto de los Yardbirds, en el Teatro Anderson en Nueva York el 30 de marzo de 1968. Page interpretaba solo la canción junto a la banda, sólo con el acompañamiento de la percusión durante los conciertos de The Yardbirds. Al interpretar la canción en vivo Page con The Yardbirds, utilizó una guitarra Danelectro. En una entrevista de 1977, él comentó:

Utilizé una afinación especial para [la canción]; la cuerda baja desde D, hasta A, D, G, A y D. Es como una afinación modal, una afinación de sitar, de hecho.

## Versión de Led Zeppelin
Esta grabación procede de la emisión de la BBC en vivo del Playhouse Theatre el 27 de junio de 1969, para el piloto de las series de Radio One In Concert, que tuvo lugar en Reino Unido, en la gira U.K. Tour of Summer 1969. Se incorporan a la canción sonidos de oriente medio, Egipto y la India, en la afinación DADGAD.
En la mayoría de las versiones en vivo de esta canción, Page interpreta el final de la también instrumental "Black Mountain Side", del álbum debut homónimo de Led Zeppelin. "Black Mountain Side" también se basa en una canción folclórica tradicional. La canción no fue incluida en ningún otro álbum de la banda por muchos años, pero finalmente fue incluido en el de 1990 Led Zeppelin Box Set, bajo el título combinado de "White Summer/Black Mountain Side". La canción fue incluida como bonus track en el box set de 1993 The Complete Studio Recordings.
Jimmy Page realizó a menudo "White Summer/Black Mountain Side" en los conciertos de Led Zeppelin como parte de la lista estándar durante 1968-1970, y nuevamente en los tours de 1977, 1979 y 1980, seguida de "Kashmir". Él utilizó su guitarra Danelectro para interpretar esta canción, como se muestra en el DVD de Led Zeppelin, que incluye su interpretación de la canción en el Royal Albert Hall en 1970.
El 26 de abril de 1970, Page interpretó la canción en el Julie Felix Show. Page también ha interpretado varias versiones de esta canción, incluyendo una con The Firm, y otra durante su gira Outrider, interpretando White Summer/Black Mountain juntas en la sección "Midnight Moonlight".